# 2024年弗拉基米爾·普京訪問中華人民共和國
2024年5月16日至17日，俄羅斯總統弗拉基米爾·普京應中華人民共和國領導人習近平的邀請對中華人民共和國進行國事訪問，時間正值中俄建交75周年。
此訪問是普京第22次訪華，對上一次訪華是2023年10月，但其僅在2012年及2018年對中國進行國事訪問。這也是自普京展開第五次總統任期後的首次海外訪問。

## 背景
路透社在2024年3月報導指，俄羅斯總統普京將會在2024年5月下旬訪問中國。
普京在2024年3月18日以壓倒性的票數勝出俄羅斯總統選舉，開始他的第五次總統任期。這次選舉結果不僅鞏固普京在國內的權力，其連任被認為是俄羅斯對內政策和對外關係的一個穩定信號，特別是在俄羅斯與西方國家因俄羅斯入侵烏克蘭而關係緊張。
路透社指，中國曾對俄羅斯入侵烏克蘭提出十二點和平計劃，但對解決俄烏之間衝突的措施付之闕如。美聯社的報導指出，中國雖然聲稱在俄羅斯入侵烏克蘭問題上保持中立，但仍被支持烏克蘭的國家視為偏向俄羅斯一方。中國也反對因俄羅斯的行動而對其實施國際經濟制裁，而自俄羅斯遭受國際制裁後，俄羅斯極其依賴與中國的經濟聯繫。儘管中國未向俄羅斯出口武器，但因其向俄羅斯出口可用於軍事行動的物資，包括製造火藥的原料和火箭推進劑，而遭到美國財政部的制裁。這些制裁針對的是運送這些物資的中國公司以及香港特別行政區的供應商。
美國國務卿安東尼·布林肯在2024年4月與習近平會面後清楚指明，中國為俄羅斯國防工業提供關鍵的零件，並認為只要切斷中國對俄羅斯的支持，俄羅斯在戰場上將難以持續作戰。他警告中國：「我明確表示，如果中國不解決這個問題，我們就會解決。」暗示對中國的銀行和企業實施新制裁。
而隨著美國及其盟國對中國施加強烈壓力後，習近平與普京保持距離，普京第五次總統就職典禮正值習近平訪問歐洲之際，但習近平沒有出席典禮，也沒有派遣代表出席，而中國媒體對之低調處理。普京訪華的最重要的目是確保中國對中俄關係「無極限」夥伴關係的承諾，使他被國際政治和經濟孤立下仍牢固與中國的戰略夥伴關係。
普京在訪華前夕接受新華社採訪中稱，習近平在2023年3月再次當選中華人民共和國主席後的海外首訪就是俄羅斯，「證實俄中關係的重要性和特殊性」，故此他在第五次就任俄羅斯總統後海外首訪中國也是順理成章。在訪問中，不同以往的「全球南方」國家，普京以「全球東方」國家來形容中國。

## 訪問

### 北京
北京時間2024年5月16日凌晨4時，普京率領其代表團乘坐飛機抵達北京首都國際機場，獲中國國務委員諶貽琴到場迎接，歡迎儀式隆重。
俄羅斯訪華代表團包括俄羅斯外交部部長謝爾蓋·拉夫羅夫、俄羅斯國防部部長安德烈·別洛烏索夫、俄羅斯聯邦安全會議秘書謝爾蓋·紹伊古和俄羅斯總統助理尤里·烏沙科夫。此外一個大型貿易代表團隨行，成員包括俄羅斯財政部部長安東·西盧安諾夫、俄羅斯中央銀行行長埃爾薇拉·納比烏林娜和一眾俄羅斯商界代表，成員包括俄羅斯儲蓄銀行首席執行官格爾曼·格列夫和俄羅斯石油公司總裁伊戈爾·謝欽等。

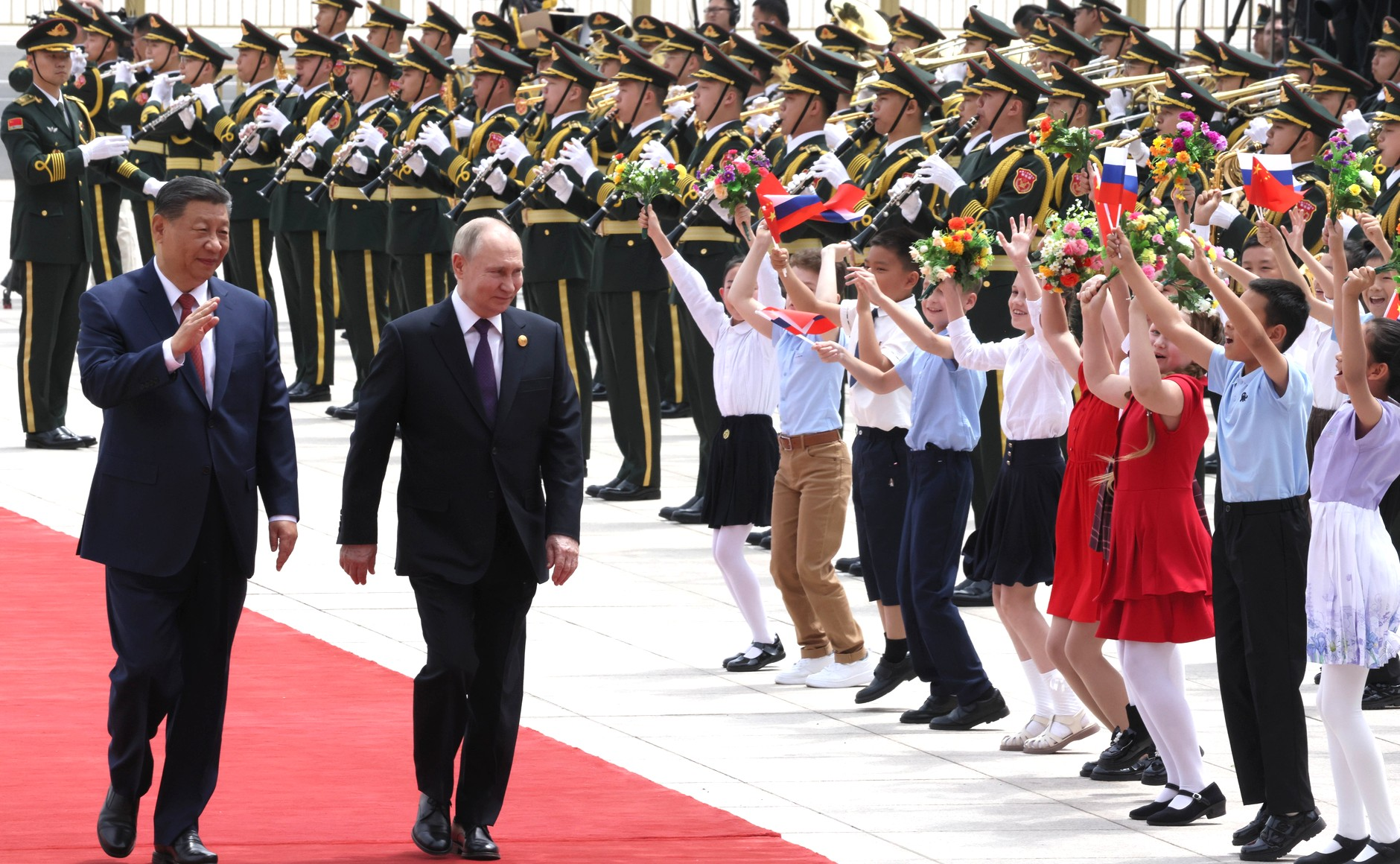
普京與習近平檢閱禮兵和接受手揮中俄旗幟的兒童歡呼

當日上午，習近平在北京人民大會堂東門外廣場迎接普京，並舉行儀式歡迎普京訪華。習近平稱普京為「老朋友」，並祝賀普京成功連任俄羅斯總統。兩人在檢閱台上檢閱禮兵，軍樂團奏出兩國國歌，天安門廣場鳴放21響禮炮。

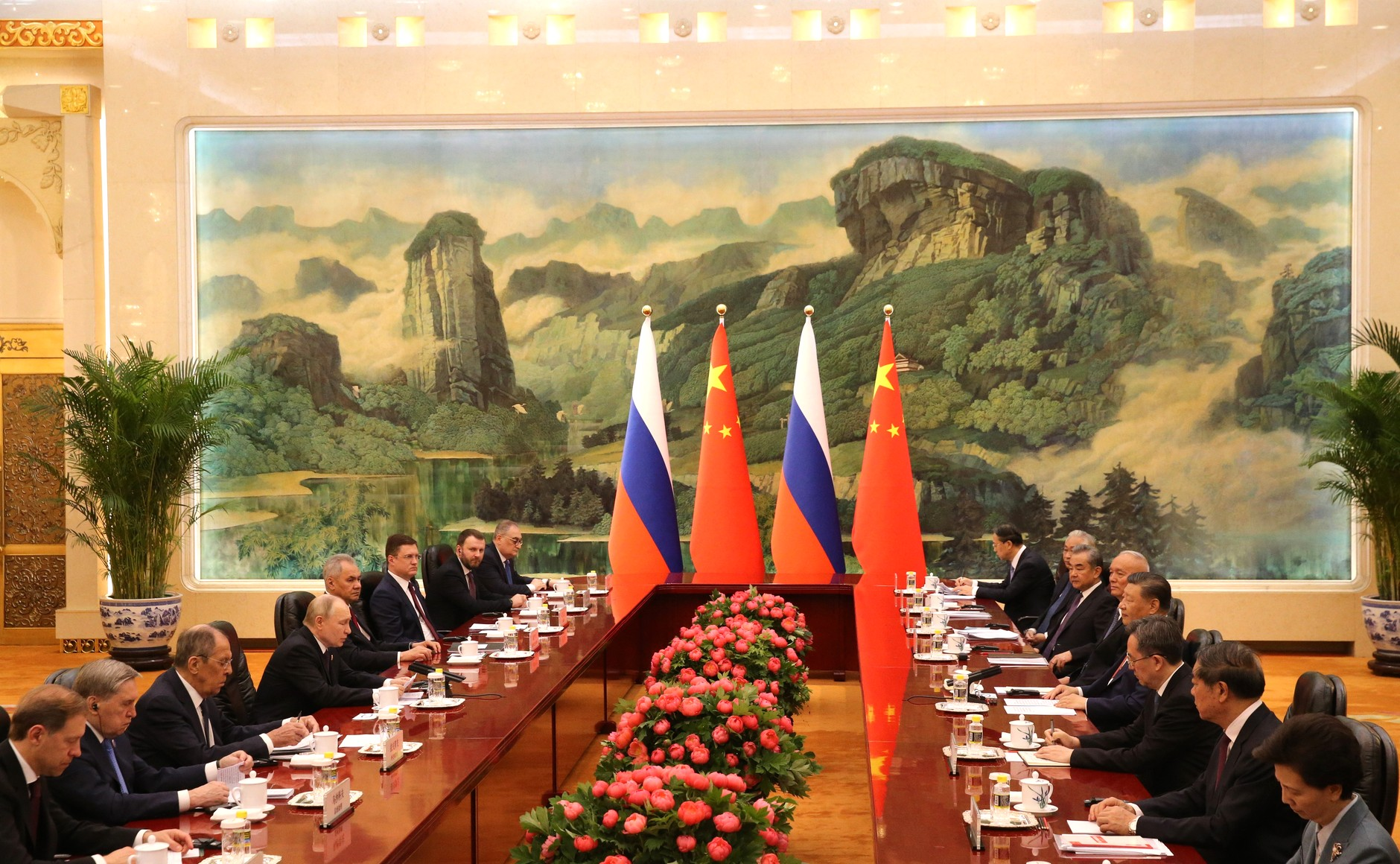
中俄雙方大規模會談

儀式完畢後，兩人進行小範圍會談，之後進行大範圍會談。在會談中，兩國官員向普京和習近平匯報中俄在各領域的合作情況，雙方簽署一系列合作文件，承諾兩國在多項政策上互相合作。會談期間，普京感謝中國提出的結束烏克蘭戰爭的建議，他譴責這些建議遭到烏克蘭及西方國家拒絕。會談後，普京和習近平簽署《中華人民共和國和俄羅斯聯邦在兩國建交75週年之際關於深化新時代全面戰略協作夥伴關係的聯合聲明》，並會見記者。
聯合聲明中稱中俄「不結盟、不對抗、不針對第三方」，兩國關係正處於歷史最好水平，超越冷戰時期的軍事政治同盟。聲明點名批評美國，稱美國為維護自身勢力而破壞東北亞地區局勢。聲明稱中方在烏克蘭問題上立場客觀公正，而俄方重申一個中國原則，反對台灣獨立。其中提及中俄擴大多個領域的合作。
當日中午，習近平在人民大會堂金色大廳舉行國宴，宴請普京一行人，菜單上有北京填鴨和牡蠣鴨湯等中菜。包括中共中央政治局常委蔡奇及丁薛祥、中華人民共和國外交部部長王毅、中華人民共和國國務院副總理何立峰及張國清、中國國務委員諶貽琴均有赴宴。下午，普京向天安門廣場人民英雄紀念碑敬獻花圈。其後普京在人民大會堂與中華人民共和國國務院總理李強和中華人民共和國國務院秘書長吳政隆會面。下午，普京和習近平於國家大劇院為「中俄文化年」開幕式暨慶祝中俄建交75週年專場音樂會致詞，兩人聯同兩國政要觀賞中俄藝術家的文藝表演。

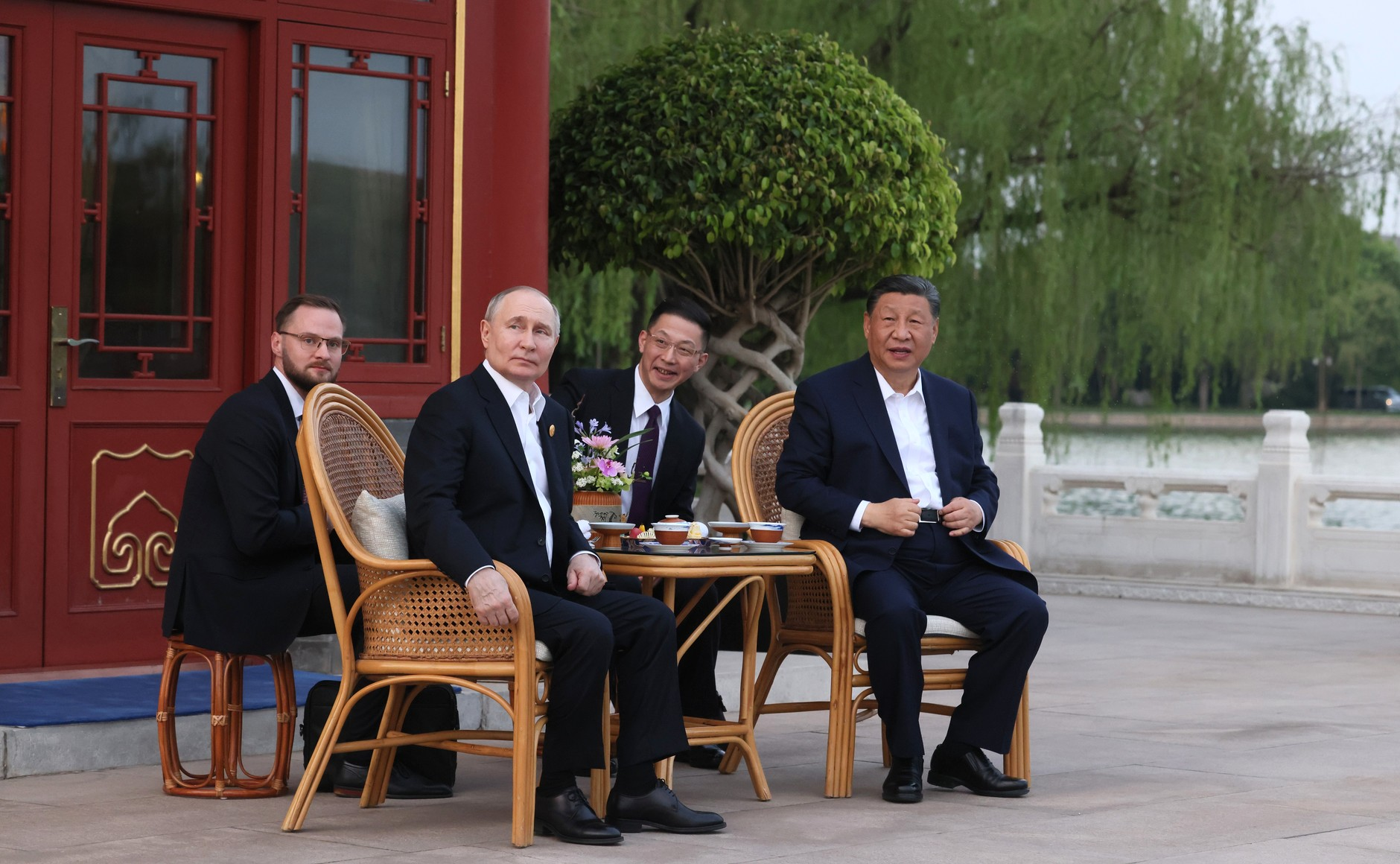
普京與習近平於中南海瀛台舉行小範圍會晤

當晚普京與習近平於中南海瀛台舉行小範圍會晤，互相交流戰略性問題和烏克蘭戰爭的意見。其後普京轉訪哈爾濱，習近平委託中華人民共和國副主席韓正陪同其前往哈爾濱。在普京離開前，普京與習近平擁抱話別。

### 哈爾濱

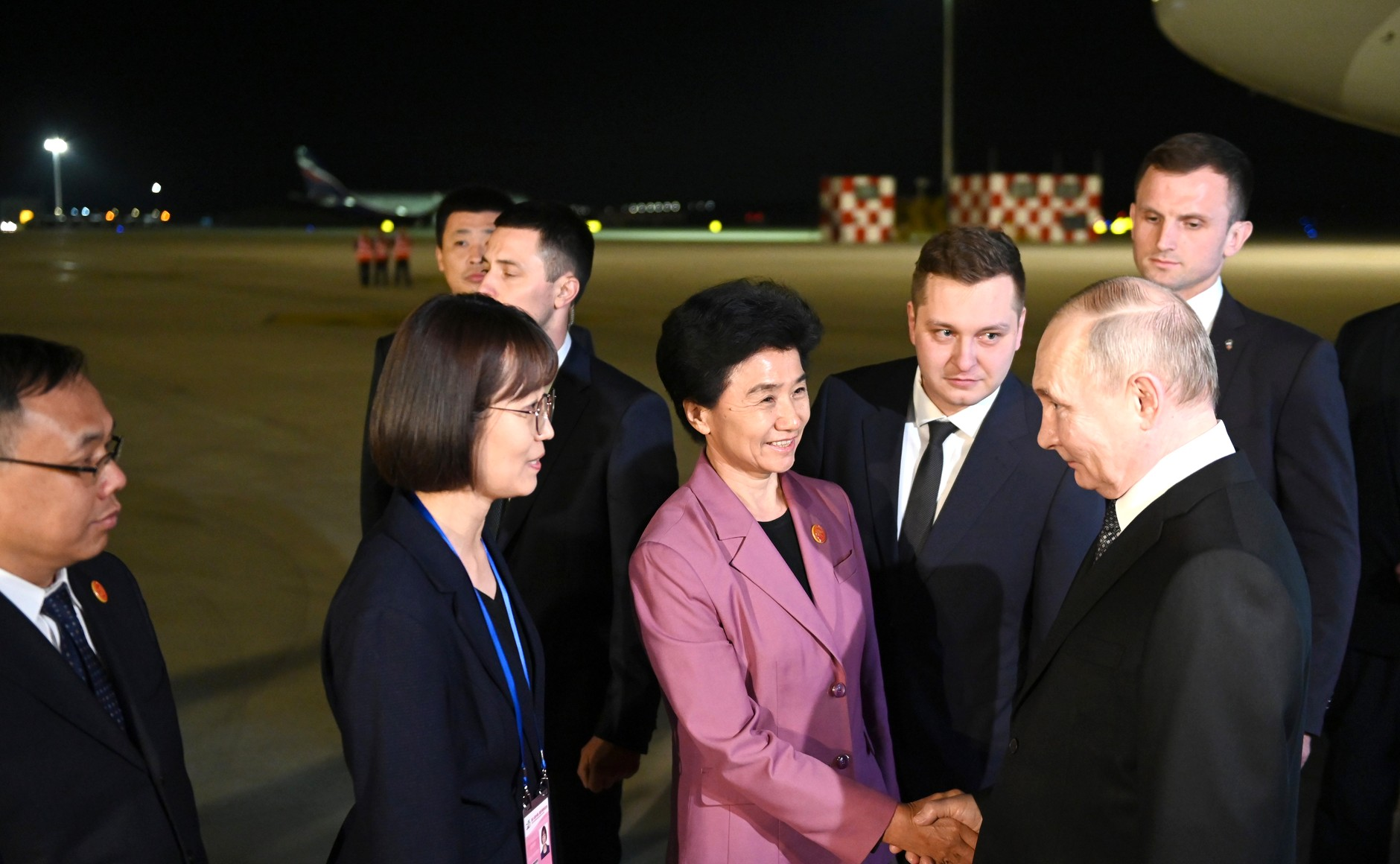
普京在哈爾濱機場獲黑龍江副省委書記兼黑龍江省省長梁惠玲到場迎接

2024年5月17日凌晨3點，普京乘坐專機抵達黑龍江省省会哈爾濱，獲黑龍江副省委書記兼黑龍江省省長梁惠玲到場迎接。因應普京訪問哈爾濱，哈爾濱紅博廣場和國際會議中心兩處區域實施交通管制。而中央社引用當地民眾消息稱，當地學校日前透路網絡群組通知家長，將會嚴格實施網絡安全管理，不得發佈「哈洽會」（全稱中國·哈爾濱國際經濟貿易洽談會）有關的人名及事件之關鍵詞。
普京在當日早上前往哈爾濱蘇聯紅軍英雄紀念碑敬獻鮮花，仪式期间解放军三军仪仗队与克里姆林宫总统警卫团礼兵同场执勤，事前該紀念碑被粉刷一新。其後普京前往哈爾濱國際會展覽中心參與第八屆中國—俄羅斯博覽會暨第四屆俄中地方合作論壇開幕式。俄羅斯25個地區、重要組織和企業代表在俄中地方合作論壇舉行期間簽署地區經貿協議。而普京則與韓正及黑龍江省領導層在博覽會場舉行雙邊會晤，期間普京邀請中國參加2024年9月初在海參崴舉行的東方經濟論壇。普京稱俄中夥伴關係可確保兩地能源安全，並深化俄羅斯遠東地區與中國東北地區的潛力，而卡盧加州亦計劃與中國汽車業界展開合作。

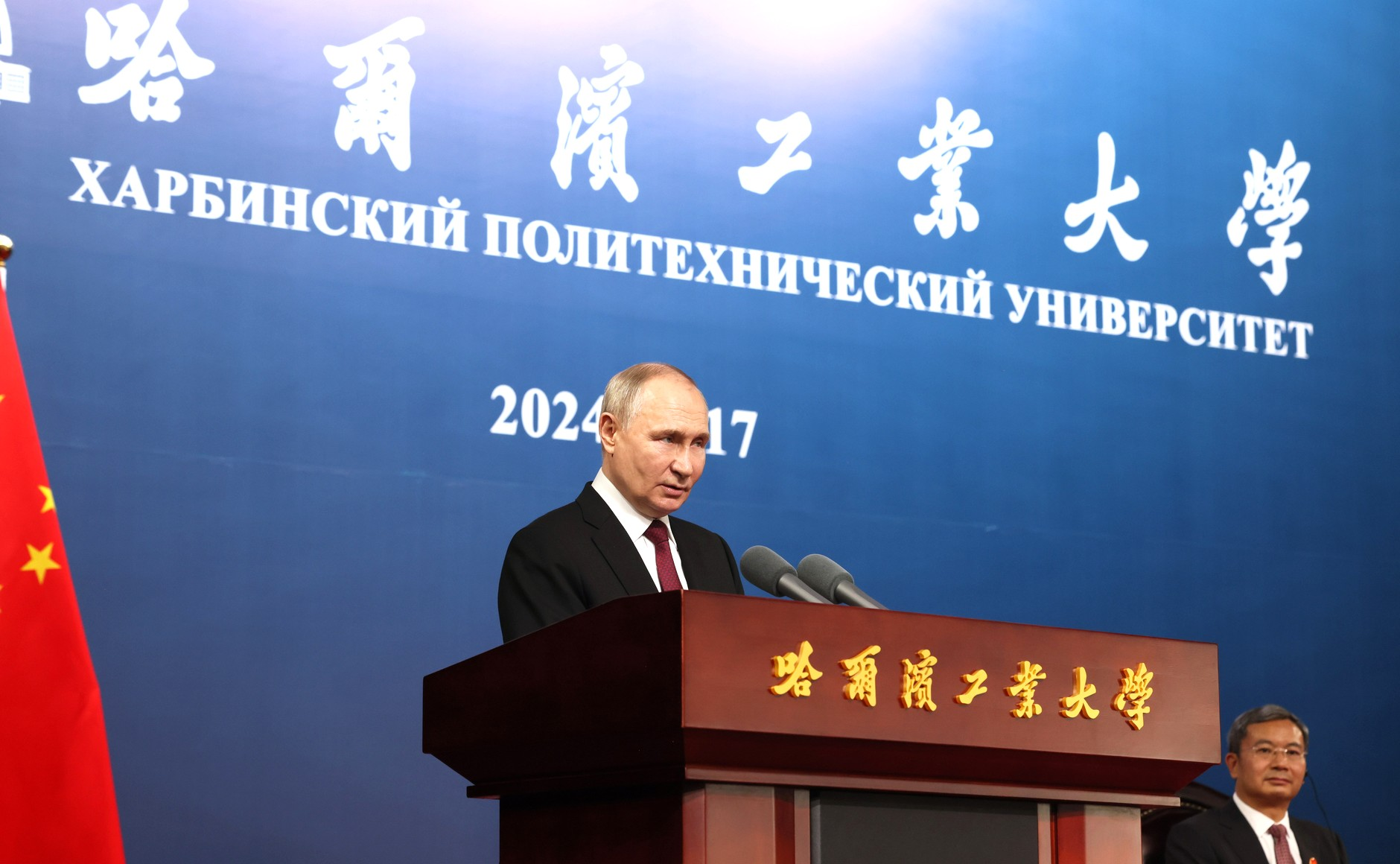
普京於哈爾濱工業大學

普京在當日參觀哈爾濱聖母帡幪教堂，贈送聖像給神職人員。其後普京前往哈爾濱工業大學，遊覽哈爾濱工業大學博物館，其與學生、研究生和教師交流對話。

## 普京記者招待會

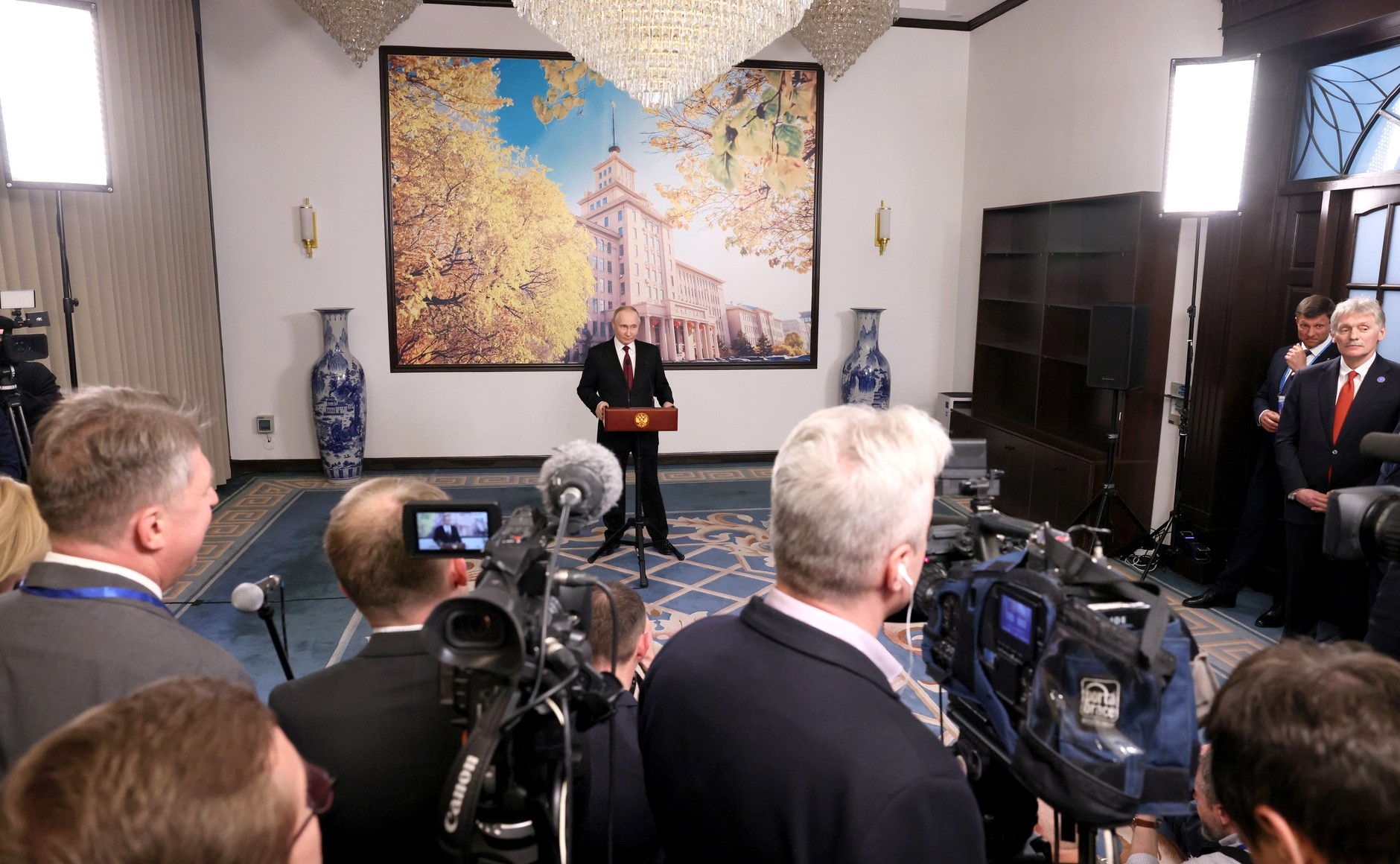
普京在記者招待會上

普京結束對華訪問前，其在記者招待會向媒體發表關於俄中雙方對俄羅斯入侵烏克蘭的態度和立場。普京稱習近平向他講述十二點和平計劃，普京形容中國是誠心誠意地解決烏克蘭危機。其稱俄羅斯明白在烏克蘭問題上可以相信誰，該國永遠不會拒絕有關談判，但普京不滿於2024年6月在瑞士下瓦爾登州舉行的烏克蘭和平峰會沒有邀請俄羅斯參與。普京認為峰會的結果可能是對俄羅斯發出最後通牒，其不接受試圖將觀點強加於人的做法。
普京稱習近平向他通報法國總統埃馬紐埃爾·馬克龍提出的奧運休戰倡議。普京指西方國家講一套做一套，禁止俄羅斯運動員在奧運會展示俄羅斯國旗和歌唱俄羅斯國歌，形容他們「違反原則」在先，卻要求俄羅斯「遵守他們迫使我們接受的規定」，普京對此無法接受。而法國是否派軍進駐烏克蘭，普京稱會按實際情況採取行動。
而面對國際制裁，普京形容西方對第三國的限制是非法，稱實施制裁直接損害全球經濟，為解決這個問題，俄羅斯和中國正在利用國家支付系統為經濟運營商提供服務。普京稱俄羅斯將聯合中國一同發展製造以回應制裁，包括太空領域合作，鞏固多極世界。
普京表示俄羅斯和中國確認有興趣共同建設能源項目，包括建造容量為500億立方公尺的西伯利亞力量-2天然氣管道。
對於中國的招待，普京盛讚中國菜是世界名菜，其在國宴上吃了兩塊北京填鴨，形容非常好吃。普京對因為到訪哈爾濱而使其採取嚴格安保措施影響當地人的作息生活，向哈爾濱市民致歉。
記者招待會上，普京提及新任俄羅斯國防部長安德烈·別洛烏索夫，稱其為「俄羅斯最好的經濟學家之一」，面對即將到來的大量開支，別洛烏索夫將能夠協調國防部與所有部門和其他地區的活動。而別洛烏索夫也會開放該部門，協助科研機構、軍事設備的生產者和整個創新部門進行合作。普京解釋任命前俄羅斯國防部長謝爾蓋·紹伊古為俄羅斯聯邦安全會議秘書、任命前俄羅斯工業和貿易部部長丹尼斯·曼圖羅夫為俄羅斯第一副總理的原因，稱這將使他能夠集中行政資源，在俄羅斯聯邦安全會議內取得預期成果。
普京將導致俄軍對哈爾科夫發動攻勢的原因歸咎於烏克蘭炮擊別爾哥羅德民宅，故此其需要建立安全區。他聲稱俄羅斯現今沒有奪取哈爾科夫的計劃。其質疑烏克蘭總統弗拉基米爾·澤連斯基在其任期結束後仍然執政是否具合法性，他稱「如果莫斯科和基輔在5月21日之後締結一些協議，那麼俄羅斯將只與烏克蘭的合法政府簽署這些協議。」

## 後續
《莫斯科時報》報導指，早在2023年10月，普京親自訪問中國，儘管談判中討論共同建設西伯利亞力量-2，但沒有達成具體協議。而在普京在此訪問中仍未能打破僵局，習近平在談判後的聯合聲明中並未提及西伯利亞力量-2，僅表示俄中願意在天然氣領域發展合作，同時強調應在市場基礎上進行。

## 反應
美國國務院重申對中國支持俄羅斯軍工產業的指控，警告中國不可在俄羅斯與西方之間「左右逢源」，美國不接受中國間接協助普京入侵烏克蘭，稱解決烏克蘭戰爭方法就是俄軍撤出烏克蘭。美國國務院副發言人韋丹特·帕特爾評論中俄簽署的聯合聲明稱：「你不能一方面想與歐洲和其他國家建立友好關係，另一方面卻繼續支持長期以來對歐洲安全的最大威脅。」美國白宮發言人卡琳·珍-皮埃爾形容中俄聯合聲明沒有新意。
烏克蘭總統弗拉基米爾·澤連斯基接受法新社採訪中敦促中國參與2024年6月舉行的烏克蘭和平峰會，他稱如俄羅斯戰敗的話，這將是美國和西方的勝利，但中國如希望遊走兩邊的話，澤連斯基希望中國參與和平峰會。他稱：「如果你們的國家代表未出席，也就是代表貴國的表態，你們雖公開倡議和平，但其實更希望俄羅斯戰勝。」而澤連斯基親自致電習近平，習近平向澤連斯基保證，中國支持烏克蘭的領土完整。

## 另見
- 2023年習近平訪問俄羅斯